# Бети Фридан
Бети Фридан (на английски: Betty Friedan; 4 февруари 1921 – 4 февруари 2006) е американска писателка и активистка (лидерка на американския феминизъм).

## Общественичка
През 1966 г. Фридан създава и става президент на Националната организация на жените в САЩ (NOW), чиято цел е да въведе жените „в мейнстрийма на американското общество сега“ и да постигне „пълно равенство на партньорството с мъжете“.
През 1969 г. Фридан отстъпва от поста на президент на NOW, след като в края на 1960-те години е атакувана от млади радикални феминистки, които настояват за тотална сексуална либерализация, говорейки за насилие и лесбийство. Фридан обяснява по-късно тогавашната си позиция с думите „Не смятам, че 1000 вибратора могат коренно да променят ситуацията“?“).
През 1970 г., след като вече не е президент на организацията, Фридан организира национална Стачка на жените за равенство на 26 август, когато се чества 50-ата годишнина на 19-ата поправка на конституцията на САЩ, която гарантира правата на жените да гласуват. Стачката е успешна, далеч от очакваното, като само в Ню Йорк стачкуващите са над 50 000 жени.
Фридан се е застъпвала за пълното равноправие на жените – от равна на мъжете работна заплата до участия в политическия живот на страните и отмяната на забраната на абортите.

## Съчинения
Бети Фридан получава известност след публикацията на нейната книга „Тайната на женствеността“ („The Feminine Mystique“), публикувана през 1963 г. В нея се разглежда идеята, че понятието женственост („Кой знае какви могат да станат жените, когато най-накрая те получат свобода, за да станат самите себе си?“) е конструкт, измислен от мъжете, с цел да оправдаят ролята на майка и къщовница, която се налага на жените в съвременния свят. Книгата става „vade mecum“ (ежедневен наръчник) за женското движение, като бързо след нейното издаване се продават 3 млн. екземпляра.“.
Книгата „The Feminine Mystique“ не е преведена още на български; присъства в разни текстове във варианти като „Тайната на женствеността“, „Женската мистика“ и др.